# کرانگ (شخصیت کارتونی)
کرانگ (به انگلیسی: Krang) (همچنین املای Kraang) یک ابرشرور خیالی است که در رسانه‌های مرتبط با لاک‌پشت‌های نینجا، بیشتر در مجموعه انیمیشن ۱۹۸۷ و عرضه‌های مرتبط با آن، مانند کتاب کمیک ماجراهای لاک‌پشت‌های نینجا و بیشتر بازی‌های ویدیویی TMNT کلاسیک ظاهر شد.
اولین حضور کرانگ در کمیک ماجراهای لاک‌پشت‌های نینجا جهش‌یافته نوجوان جلد ۱ بود، شماره ۱، توسط آرچی کمیک در اوت ۱۹۸۸ منتشرشد. در سریال تلویزیونی ۱۹۸۷، کرانگ توسط پت فرالی صداپیشگی کرد. او هنوز یکی از پادکُنش‌های (به انگلیسی: antagonists) اصلی لاک‌پشت‌های نینجا است که در سال ۲۰۱۲ در کمیک IDW درنقش ژنرال کرانگ ظاهرشد. این شخصیت اولین حضور زنده خود را در دنباله ۲۰۱۶، لاک‌پشت‌های نینجا جهش‌یافته نوجوان: خارج از سایه‌ها، با صدای خود براد گرت انجام داد.
کرانگ توسط دیوید وایز با الهام از یوترومس ساخته‌شد تا شِرِدِر را با فناوری فرازمینی تأمین کند. در سری ۲۰۱۲، کرانگ، کرانگ نیست، بلکه «کراَنگ» است و نامی جمع برای گونه‌ای از بیگانگان است. همچنین در سینمایی (ظهور لاک‌پشت‌های نینجا) ۲۰۲۲ نیز حضور داشت